# 吕茨
吕茨（德語：Lütz）是德国莱茵兰-普法尔茨州的一个市镇。总面积5.48平方公里，总人口369人，其中男性193人，女性176人（2011年12月31日），人口密度67人/平方公里。